# Fardin Hakimi
Fardin Hakimi (Dari: فردین حکیمی, sinh ngày 15 tháng 1 năm 1995) là một cầu thủ bóng đá người Afghanistan thi đấu ở vị trí tiền vệ tấn công cho Toofaan Harirod F.C. và đội tuyển quốc gia Afghanistan.

## Sự nghiệp
Cùng với Oqaban Hindukush F.C., anh đoạt vị trí á quân năm 2014 trước khi rời câu lạc bộ vào cuối năm. Fardin nhận được nhiều lời khen từ màn trình diễn ở Giải bóng đá ngoại hạng Afghanistan, được triệu tập vào đội tuyển Afghanistan tham dự Giải vô địch bóng đá Nam Á 2015, có 2 trận ra sân.
Fardin Hakimi từng đại diện Afghanistan ở nhiều cấp độ khác nhau bao gồm các đội tuyển U-17, U-19, và U-23.